# Catedral de Concepción

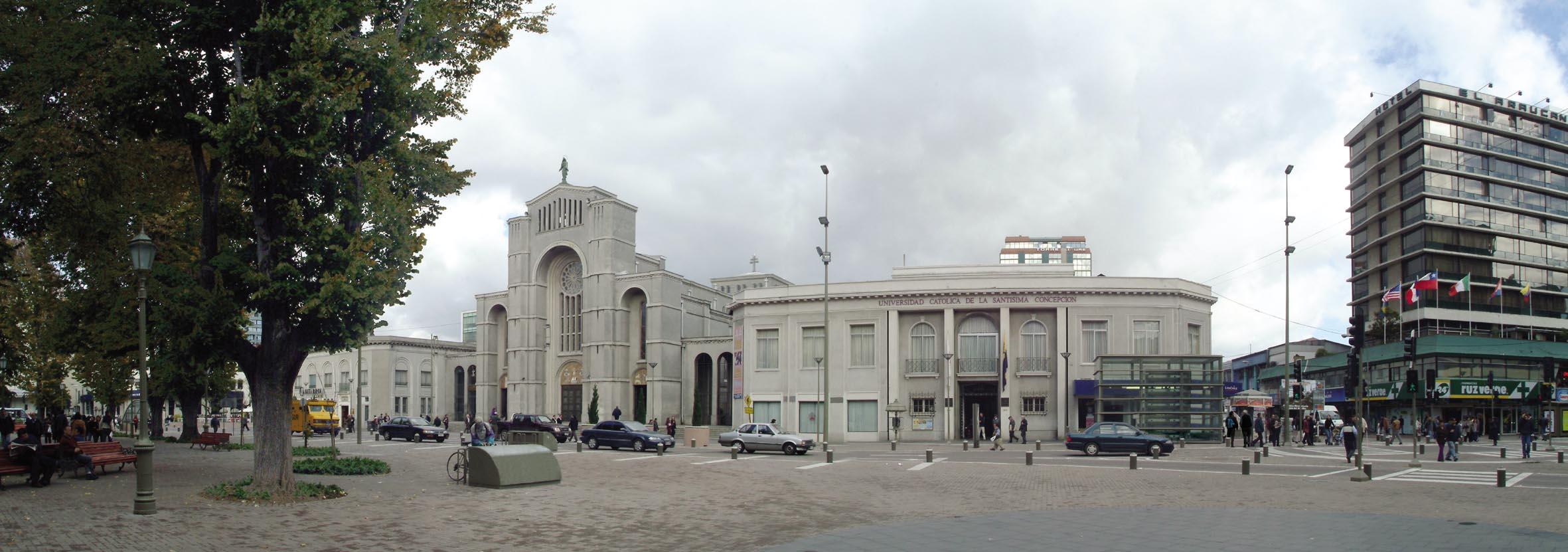
Façana de la Catedral de Concepción -

La Catedral de Concepción és una seu episcopal de l'Arquebisbat de Concepción, Xile. La seva façana domina la Plaça de la Independència, en lo centre de la ciutat. La construcció va ser acabada l'any 1950. El conjunt arquitectònic de la Catedral de la Concepción és un Museu Eclesiàstic amb l'Aula Magna i la Catedral.